# ريتشارد ناثان هاس
ولد ريتشارد ناثان هاس في 28 يوليو، وهو دبلوماسي أمريكي، كان يشغل منصب رئيس مجلس العلاقات الخارجية منذ يوليو 2003، وقبل ذلك كان يشغل منصب مدير تخطيط السياسات في وزارة الخارجية للولايات المتحدة ومستشار مقرب لوزير الخارجية كولن باول. وافق مجلس الشيوخ على هاس كمرشح لمنصب السفير وكان المنسق الأمريكي لمستقبل أفغانستان، وقد خلف جورج ميتشل كمبعوث الولايات المتحدة الخاص لأيرلندا الشمالية للمساعدة في عملية السلام في أيرلندا الشمالية، والتي بسببها حصل على جائزة الخدمة المتميزة من وزارة الخارجية.

## النشأة والتعليم
وُلد هاس لعائلة يهودية في بروكلين، وهو نجل مارسيلا (ني روزينثال) وإيرفينج هاس. أكمل شهادة البكالوريوس في كلية أوبرلين في عام 1973، وذهب للدراسة في جامعة أوكسفورد -عن طريق منحة رودس- حيث أكمل درجة الماجستير والدكتوراه في عام 1978.

## الحياة المهنية
عمل هاس في وزارة الدفاع من 1979 إلى 1980، وفي وزارة الخارجية من 1981 إلى 1985، وكان مساعدًا خاصًا لرئيس الولايات المتحدة جورج بوش من 1989 إلى 1993 والمدير الأول لمجلس الأمن القومي للشرق الأدنى شئون جنوب آسيا. في عام 1991، حصل هاس على وسام المواطنين الرئاسيين للمساعدة في تطوير وشرح السياسة الأمريكية خلال حرب الخليج الثانية.
شغل هاس العديد من المناصب الأخرى، حيث كان نائب الرئيس ومدير دراسات السياسة الخارجية بمعهد بروكينغز، كما أنه أحد كبار مشاركي معهد كارنيجي للسلام الدولي، ومحاضر في السياسة العامة بجامعة هارفارد، وزميل باحث في المعهد الدولي للدراسات الاستراتيجية.
طوال الحملة الانتخابية الرئاسية لعام 2008، نصح هاس العديد من أعضاء الحزب الجمهوري والحزب الديمقراطي بشأن القضايا المتعلقة بالسياسة الخارجية، لكن لم يؤيد علنًا مرشحًا بسبب موقف مجلس العلاقات الخارجية غير الحزبي.
في سبتمبر 2013، عاد هاس إلى أيرلندا الشمالية -مع البروفيسور ميغان أوسوليفان- ليرؤس جميع محادثات الحزب حول الأعلام والمسيرات، بعد اندلاع أعمال العنف بسبب إزالة العلم النقابي في قاعة مدينة بلفاست. انتهت المحادثات في 31 ديسمبر 2013.

## وجهات نظر السياسة الخارجية
أوضح هاس بشكل واضح وجهات نظره في السياسة الخارجية في كتابه «الشريف المعارض»، والذي جادل فيه بأن الولايات المتحدة يجب أن تلعب دور شريف دولي. كتب هاس عام 1997 أن الحفاظ على النظام الدولي غالبًا يعني تولّي دور شريف دولي، أي شخص يقوم بتشكيل تحالفات أو امتلاك دول وغيرها للقيام بمهام محددة. في حين جادل هاس بأن هذا النهج سيفيد النظام الدولي إلى حد كبير، فقد أوضح أيضًا أنه يعتزم أن تلعب الولايات المتحدة دور شريف دولي لمتابعة تفضيلاتها الخاصة للعالم.
بعد أن أكمل هاس كتاب الشريف المعارض، قدم رؤية أكثر جرأة للسياسة الخارجية للولايات المتحدة في محاضرته «أمريكا الإمبراطورية» في مؤتمر أتلانتا في نوفمبر 2000. في محاضرته، جادل هاس بأنه يتعين على قادة الولايات المتحدة تبني «سياسة أجنبية إمبراطورية» لبناء وإدارة إمبراطورية أمريكية غير رسمية، كما جادل هاس بأن على الولايات المتحدة أن تحاول تنظيم العالم وفقًا لمبادئ معينة تؤثر على العلاقات بين الدول والظروف داخلها، وقدم المزيد من التفاصيل، وأشار إلى الإمبراطورية البريطانية كنموذج له. أوضح هاس أن الدور الأمريكي سوف يشبه بريطانيا العظمى في القرن التاسع عشر. باتباع نموذج الإمبراطورية البريطانية، اعتقد هاس أن الولايات المتحدة يمكنها الحفاظ على نظام للسيطرة غير الرسمية على العالم عندما يكون ذلك ممكنًا ولكن تتحول إلى السيطرة المباشرة إذا لزم الأمر. وخلص هاس إلى أنه في الواقع يجب أن تكون الإمبراطورية الأمريكية غير رسمية إذا كانت ستنجح فقط لأن الديمقراطية الأمريكية لم تستطع ضمان نظام إمبراطوري يتطلب تطبيقات ثابتة ومكلفة للقوة العسكرية.
في مقابلة أجريت في مايو 2015 مع HARDtalk من قناة بي بي سي، متحدثًا كرئيس لمجلس العلاقات الخارجية، تنبأ هاس بعهد جديد في تاريخ العالم، ويرجع ذلك جزئيًا إلى كتم هيمنة الولايات المتحدة من خلال القوة الأكثر انتشارًا التي تمارسها الدول والكيانات غير الحكومية نتيجة لانتشار الأسلحة النووية والإرهاب الإلكتروني والعديد من إخفاقات السياسة، والتي قد تؤدي إلى «عصر الاضطراب» في غياب أي قوة عظمى واضحة.
إن الإخفاقات السياسية التي يشير إليها هي العديد من الأسباب المنطقية التي أدت إلى غزو العراق عام 2003، بما في ذلك فكرة أن النظام العراقي كان له أي دور في هجمات 11 سبتمبر أو الإرهاب بشكل عام، ولكن مع استبعاد المعلومات الاستخباراتية البارزة التي تشير إلى أن نظام صدام حسين كان يمتلك على الأرجح أسلحة الدمار الشامل، وهي نقطة اعترف الآن بها مع العديد من زملائه ومجتمع الاستخبارات الدولي «أنها خاطئة». وأوضح أنه يعتقد أن المشكلات الحالية في المنطقة والتي تفاقمت بسبب الغزو الطائش للعراق قد زادت بسبب الأخطاء اللاحقة، بما في ذلك انسحاب القوات الأميركية من العراق في عهد إدارة أوباما. حسب هاس، كان فشل الولايات المتحدة والمملكة المتحدة في التدخل بعد أن أصبح من الواضح أن الأسلحة الكيماوية قد استخدمت خلال الحرب الأهلية السورية خطأ كبير جدَا، لأنه يترك المجال أمام الدولة الإسلامية للحصول على موطئ قدم. صرح أيضًا أنه كان ضد تورط الولايات المتحدة في الحرب الأهلية الليبية، لكنه قال إنه إذا كان التورط أمرًا لا مفر منه، فالمتابعة الأفضل كانت ضرورة مطلقة لم يُتمسك بها مما أدى إلى وضع يكون فيه الشعب الليبي أسوأ حالًا الآن مما كان عليه في ظل القيادة الخاطئة من معمر القذافي.
في 4 أكتوبر 2017، دعا هاس وزير الخارجية الأمريكي ريكس تيلرسون إلى الاستقالة.

## الحياة الشخصية
يعيش هاس في مدينة نيويورك مع زوجته سوزان ميركانديتي وطفلين.

## أعماله
حرر هاس ثلاثة عشر كتابًا عن السياسة الخارجية الأمريكية وكتابًا واحدًا عن الإدارة.
- هاس (2017). عالم في حالة فوضى: السياسة الخارجية الأمريكية وأزمة النظام القديم
- هاس (2014). السياسة الخارجية تبدأ في الداخل: قضية ترتيب البيت الأمريكي
- هاس (2010). حرب الضرورة، حرب الاختيار: مذكرات حربين العراق
- هاس (2008). استعادة التوازن: إستراتيجية الشرق الأوسط للرئيس القادم
- هاس (2006). الفرصة. الشؤون العامة
- هاس (1999). التدخل: استخدام القوة العسكرية الأمريكية في عالم ما بعد الحرب الباردة
- هاس (1999). متعهد المشروع البيروقراطي: كيف تكون فعالة في أي منظمة جامحة
- هاس (1998). العقوبات الاقتصادية والدبلوماسية الأمريكية. مجلس العلاقات الخارجية
- هاس (1997). شريف متردد: الولايات المتحدة بعد الحرب الباردة
- هاس (1994). القدرة على الإقناع
- هاس (1990). النزاعات التي لا تنتهي: الولايات المتحدة والنزاعات الإقليمية